# (38122) 1999 JC43
1999 JC43 (asteroide 38122) é um asteroide da cintura principal. Possui uma excentricidade de 0.08174980 e uma inclinação de 3.19188º.
Este asteroide foi descoberto no dia 10 de maio de 1999 por LINEAR em Socorro.